# Pennsylvanie durant la guerre de Sécession
 (avril 2021).
Si vous disposez d'ouvrages ou d'articles de référence ou si vous connaissez des sites web de qualité traitant du thème abordé ici, merci de compléter l'article en donnant les références utiles à sa vérifiabilité et en les liant à la section « Notes et références ».
 (avril 2021).
La mise en forme du texte ne suit pas les recommandations de Wikipédia : il faut le « wikifier ».
Les points d'amélioration suivants sont les cas les plus fréquents. Le détail des points à revoir est peut-être précisé sur la page de discussion.
- Les titres sont pré-formatés par le logiciel. Ils ne sont ni en capitales, ni en gras.
- Le texte ne doit pas être écrit en capitales (les noms de famille non plus), ni en gras, ni en italique, ni en « petit »…
- Le gras n'est utilisé que pour surligner le titre de l'article dans l'introduction, une seule fois.
- L'italique est rarement utilisé : mots en langue étrangère, titres d'œuvres, noms de bateaux, etc.
- Les citations ne sont pas en italique mais en corps de texte normal. Elles sont entourées par des guillemets français : « et ».
- Les listes à puces sont à éviter, des paragraphes rédigés étant largement préférés. Les tableaux sont à réserver à la présentation de données structurées (résultats, etc.).
- Les appels de note de bas de page (petits chiffres en exposant, introduits par l'outil «  Source ») sont à placer entre la fin de phrase et le point final[comme ça].
- Les liens internes (vers d'autres articles de Wikipédia) sont à choisir avec parcimonie. Créez des liens vers des articles approfondissant le sujet. Les termes génériques sans rapport avec le sujet sont à éviter, ainsi que les répétitions de liens vers un même terme.
- Les liens externes sont à placer uniquement dans une section « Liens externes », à la fin de l'article. Ces liens sont à choisir avec parcimonie suivant les règles définies. Si un lien sert de source à l'article, son insertion dans le texte est à faire par les notes de bas de page.
- La présentation des références doit suivre les conventions bibliographiques. Il est recommandé d'utiliser les modèles {{Ouvrage}}, {{Chapitre}}, {{Article}}, {{Lien web}} et/ou {{Bibliographie}}. Le mode d'édition visuel peut mettre en forme automatiquement les références.
- Insérer une infobox (cadre d'informations à droite) n'est pas obligatoire pour parachever la mise en page.

Pour une aide détaillée, merci de consulter Aide:Wikification.
Si vous pensez que ces points ont été résolus, vous pouvez retirer ce bandeau et améliorer la mise en forme d'un autre article.
Le Commonwealth de Pennsylvanie a joué un rôle critique pendant la guerre de Sécession en fournissant à l'Union une importante quantité d'hommes et d'équipement. L'État à levé plus de 360 000 hommes pour l'armée fédérale, et était une source majeure de canons d'artillerie, d'armes légères, de munitions, de ravitaillement et de blindage pour les cuirassés de la marine américaine alors en pleine expansion. La Phoenixville Iron Company à elle seule a produit plus d'un millier de canons, et l'Arsenal de Frankford était un dépôt d'approvisionnement majeur.
La Pennsylvanie a été le terrain de la plus sanglante bataille de la guerre, la bataille de Gettysburg, un des principaux tournants de la guerre civile. De nombreux autres plus petits affrontements et escarmouches eurent également lieu en Pennsylvanie pendant la campagne de Gettysburg de 1863 et, l'année suivante, pendant un raid de cavalerie confédéré, aboutissant a l'incendie de la majeure partie de la ville de Chambersburg. La ville industrielle de York était la plus grande ville du Nord à avoir été occupée par les États confédérés pendant la guerre.
Plusieurs dirigeants notables de l'Union étaient originaires de Pennsylvanie. Dans les dirigeants militaires on compte les généraux George Meade (commandant victorieux à la bataille de Gettysburg), Winfield Scott Hancock et John F. Reynolds, l'amiral David Porter et le quartier-maître général Montgomery C. Meigs. Plusieurs dirigeants politiques pendant la guerre venaient aussi de Pennsylvanie, au nombre desquels le Secrétaire a la Guerre Simon Cameron et le républicain radical abolitionniste et représentant de la Pennsylvanie Thaddeus Stevens. Un petit nombre de Pennsylvaniens choisirent de rejoindre le camp des confédérés durant la guerre civile, parmi eux, les généraux John C. Pemberton et Josiah Gorgas.